# Tartina City
Tartina City  es una película del año 2003.

## Sinopsis
Chad, principios de los años ochenta. Adoum Baroum, joven periodista free-lance, está a punto de dejar Yamena para ir a Bruselas donde tiene que hacer unas prácticas de técnica fotográfica. De hecho, Adoum está dispuesto a revelar al mundo las extorsiones del poder chadiano. Pero lo detienen en el aeropuerto y llevado a la «cárcel subterránea» de la capital donde es torturado. Durante ese tiempo, el señor Klara, que trabaja con Adoum, se entera de que éste nunca ha llegado a Bélgica y avisa a la prometida de este que Amnistía Internacional se ocupa del asunto. En la cárcel, se enfrenta a Koulbou, un verdugo sanguinario.